# Biskupice (powiat wolsztyński)
Biskupice – wieś w Polsce położona w województwie wielkopolskim, w powiecie wolsztyńskim, w gminie Przemęt.

## Historia
Miejscowość pierwotnie związana była z Wielkopolską. Ma metrykę średniowieczną i istnieje co najmniej od początku XV wieku. Wymieniona pierwszy raz w łacińskim dokumencie z 1401 jako Biscupicze, 1465 Byszkupicze, 1517 Biskupice.
Wieś początkowo należała do Opola przemęckiego, które było reliktem przedpaństwowej wspólnoty rodowo-terytorialnej na tym terenie o nazwie opole, która potem stała się pod okręgiem kasztelanii. Wieś do 1450 częściowo była własnością kapituły poznańskiej, a częściowo majętnością szlachecką. Potem stała się całkowicie własnością szlachecką i należała do lokalnej szlachty wielkopolskiej. W 1448 leżała w powiecie kościańskim Korony Królestwa Polskiego. W 1510 miejscowość leżała w parafii Charbielin.
W 1401 odnotowano wieś Biskupice jako mające dokonać ujszczenia kary w wysokości 8 skudów sądowi oraz 8 skudów Synosze Wilkowskiej z powodu absencji na zebraniu opolnym (łac. „circa opole cirka Wilkowo”). W 1417 odnotowano kolejny monit wobec wsi opola przemęckiego, w tym Biskupic, o zapłatę kary jednej grzywny sądowi oraz jednej grzywny Przybysławowi Gryżyńskiemu (łac. "pro iniusta astancia").
W latach 1416–1417 toczył się spór sądowy o objęcie sołectwo we wsi pomiędzy kantorami kapituły poznańskiej Pełką, a potem także kantorem Januszem Szołowskim z jednej strony oraz szlachcicem Świętosławem Święszkiem z Piotrowic. W 1416 Święszek, który pozwał kantora o sołectwo w Biskupicach został odesłany przed sąd duchowy biskupstwa poznańskiego po dokumenty dotyczce tego sołectwa, ponieważ sprawa sporu uznana została jako przynalezna do prawa kanonicznego. W 1417 kapituła poznańska dowodziła, że była w posiadaniu sołectwa biskupskiego przez 33 lata. Strony poporosiły o ugodę, a kapituła przedstawiła swoich świadków. W obliczu faktów Święszek uznał, że nie ma prawa do sołectwa, zrzekł się go przed sądem na rzecz kapituły, która odstąpiła od roszczeń za straty przez nią poniesione, a także straty poniesione  przez Janusza Szołowskiego i jego ludzi. Szkody te spowodowane były przez podpalenie przez Święszka wsi Biskupice. 
W 1419 woźny sądu ziemskiego zapowiedział na rzecz Mikołaja Sikorzyńskiego drogi, łąki oraz las na końcu wsi Biskupice, dąbrowy w obu dziedzinach Biskupice i Sikorzyn oraz Bykowa Górę uznając go tym samym za właściciela tych dóbr. W 1448 Jerzy ze Szczepankowa koło Śmigla] i Biskupic sprzedał za 110 złotych węgierskich Wojciechowi Grobskiemu plebanowi w Kryrowie w powiecie pyzdrskim 5 grzywien szer. groszy praskich czynszu rocznego na Szczepankowie i Biskupicach z zastrzeżeniem prawa wykupu. Za wypłacenie tego czynszu poręczyli wymienieni imiennie w dokumencie kmiecie ze wsi Biskupice: Bartłomiej Biskup włodarz oraz Jakub Grzywacz.
W 1450 wieś staje się całkowicie szlachecką. Kapituła poznańska sprzedała swoją część Biskupic Andrzejowi i Abrahamowi braciom z Jaskółek w zamian za wieś Drożdżyce. W 1465 Biskupice odnotowane zostały jako własność Jerzego Szczepankowskiego. W 1465 Jerzy Szczepankowski z Biskupic toczył spór przed sądem ziemskim z Andrzejem Barklińskim dowodząc, że kopiec stojący nad strugą zwaną Śmierdząca jest kopcem narożnym pomiędzy wsiami Biskupice, Barklin i Poświątne. Kopiec ten odnotowano także w 1521W 1477 odnotowano kolejnego właściciela we wsi Dziersława ze Szczepankowa i Biskupic. W 1482 Katarzyna Szczepankowska, żona Mikołaja Mączki Kuczyńskiego, sprzedała za 600 złotych Stanisławowi Siekowskiemu swoje wsie Biskupice i Trzebidza. W 1510 w Biskupicach odnotowano 5 łanów opuszczonych. Właściciel płacił czynsz roczny w wysokości 5 grzywien z Biskupic i Szczepankowa na rzecz kolegiaty NMP w Poznaniu, który umniejszono na okres 3 lat o 2 grzywny. W 1517 Piotr Ćmachowski z żoną Małgorzatą sprzedali za 900 złotych polskich Bernardowi Grocholskiemu swoje części wsi Siekowo, Siekowo Małe, Szczepankowo, Głodno, Biskupice i Trzebidza z zastrzeżeniem prawa wykupu. Po zgonie Anny Siekowskiej dziedziczki w 1518 woźny sądowy wprowadził Małgorzatę żonę Piotra Ćmachowskiego w posiadanie spadku w postaci czwartej części wsi Siekowo, Siekowo Małe, Szczepankowo, Głodno, Biskupice oraz wsi opuszczonych Barklin i połowy Trzebidzy.
Wieś odnotowały historyczne rejestry podatkowe. W 1530 w miejscowości miał miejsce pobór podatków z dwóch łanów oraz 3 grosze z karczmy. W 1563 pobór odbył się z 5 łanów, z młyna korzecznika zasilanego kołem wodnym należącym do dziedzica, wiatraka dziedzicznego, karczmy dziedzicznej, od 4 komorików oraz jednego rzemieślnika. W 1581 miał miejsce pobór z 2 łanów oraz od dwóch zagrodników.
W wyniku II rozbioru Rzeczypospolitej w 1793, miejscowość przeszła w posiadanie Prus i jak cała Wielkopolska znalazła się w zaborze pruskim. W okresie Wielkiego Księstwa Poznańskiego (1815-1848) miejscowość wzmiankowana jako Biskupice należała do wsi mniejszych w ówczesnym pruskim powiecie Kosten rejencji poznańskiej. Biskupice należały do okręgu śmigielskiego tego powiatu i stanowiły część majątku Marownica (dziś Morownica), który należał wówczas do Hektora Kwileckiego. Według spisu urzędowego z 1837 roku Biskupice liczyły 110 mieszkańców, którzy zamieszkiwali 11 dymów (domostw).
W latach 1975–1998 miejscowość należała administracyjnie do województwa leszczyńskiego.